# 兴化湾
25°25′N 119°19′E / 25.417°N 119.317°E
兴化湾位于中華人民共和國福建省沿海中段，莆田市东部、福清市南部。东西长38公里，南北宽30公里，海湾总面积619.4平方公里，其中水域面积369.22平方公里。海湾略呈长方形，由西北向东南展布。兴化湾口门宽约13公里，湾口朝向东南，出南日群岛经兴化水道和南日水道与台湾海峡相通。有木兰溪、秋芦溪、延寿溪等河注入。
兴化湾拥有广阔的海岸滩涂资源，海洋养殖业发达，有海带、紫菜、龙须菜、鲍鱼、黄瓜鱼等产业。海港资源丰富，湾内西岸木兰溪和涵江汇合口的左岸有一个百年老港——三江口港。
兴化湾处于阿拉斯加至澳大利亚候鸟迁徙路线的中间地带，每年都有不少候鸟在此停留，其中包括国家二级保护野生动物黑脸琵鹭。
兴化湾表层水温受季节影响，1月水温最低，平均为10.82℃，8月最高，平均水温29.21℃。温度分布表层高于底层，湾内高于湾口。由于径流输入量不大，本湾海水盐度很高，盐度分布底层高于表层，湾口高于湾顶。
　　